# Cultroribula juncta
Cultroribula juncta är en kvalsterart som först beskrevs av Michael 1885.  Cultroribula juncta ingår i släktet Cultroribula och familjen Astegistidae. Inga underarter finns listade i Catalogue of Life.